# Kasteel van Guimarães
Het kasteel van Guimarães bevindt zich in het historische centrum van de stad Guimarães in het noorden van Portugal, dat op de werelderfgoedlijst van de UNESCO staat. Het werd gebouwd in de 10e eeuw n.Chr., in wat toentertijd een van de belangrijkste steden was van het graafschap Portucale, voorganger van Portugal. In 2007 werd het uitgeroepen tot een van de zeven wonderen van Portugal.

## Geschiedenis

### Voorgeschiedenis
Tijdens de Reconquista van het Iberisch schiereiland werd het landgoed van Vimaranes toegekend aan een (waarschijnlijk Castiliaanse) ridder genaamd Diogo Fernandes. Een van zijn dochters, Mumadona Dias, trouwde met de invloedrijke graaf Hermenegildo Gonçalves. Het echtpaar en hun nageslacht heersten vanaf halverwege de tiende tot driekwart van de elfde eeuw over de domeinen van Portucale. Rond 950 werd Mumadona Dias weduwe en na haar dood werden de uitgestrekte landgoederen verdeeld over haar zes kinderen. Mumadona liet tegelijkertijd een klooster bouwen in het lage gedeelte van het dorp Vimaranes, de oude naam voor Guimarães.

### Het middeleeuwse kasteel
Het dorp Vimaranes was oorspronkelijk verdeeld over twee kernen: een boven op de Monte Largo (letterlijk "brede berg") en de andere aan de voet van deze berg, waar ook het klooster werd gebouwd. Het was een kwetsbaar gebouw in die tijd, vanwege de constante dreiging van Moorse aanvallen vanuit het zuiden (de Reconquista was nog niet verder gekomen dan Coimbra) en Normandische aanvallen vanuit het noorden.
Vanwege deze dreiging, begon de meesteres aan de constructie van een kasteel boven op de Monte Largo, waar het volk naartoe kon vluchten voor het geval dat nodig zou zijn. Dit kasteel werd in december 958 aan de religieuzen gedoneerd. Er wordt aangenomen dat het kasteel slechts een simpel gebouw was, dat bestond uit niet meer dan een toren met een muur eromheen.
Iets meer dan een eeuw later, werd het gebied waarin het dorpje lag door koning Alfons VI van León aan Hendrik van Bourgondië gedoneerd. Deze gebieden vormden samen het Graafschap Portucale. De graaf en zijn vrouw kozen het kasteel in Vimaranes als hun verblijfplaats. Het primitieve gebouw van Mumadona Dias werd daarom waarschijnlijk gesloopt, en op diens plek werd een imposante donjon gebouwd. De muur werd vergroot en verstevigd en kreeg twee poorten.
Koning Alfons I van Portugal verzette zich in 1127 in dit kasteel tegen aanvallen van koning Alfons VII van León en Castilië. Het jaar daarop won koning Alfons I van Portugal in het nabijgelegen veld van São Mamede de veldslag van Teresa van León, waarna de Portugese nationaliteit werd geboren.
Tussen het einde van de twaalfde eeuw en het begin van de dertiende, begaf koning Sancho I zich naar het hooggelegen gedeelte van het dorp en werd er waarschijnlijk begonnen aan de ommuring van de stad. Halverwege de dertiende eeuw, tijdens de regeerperiode van koning Alfons III, werd er een begin gemaakt aan de definitieve muur, waarbij de twee delen van het dorp werden samengevoegd. Deze werkzaamheden waren waarschijnlijk voltooid ten tijde van koning Dionysius. Rond 1420 werd de oorspronkelijke muur van het hooggelegen gedeelte pas gesloopt.

### Vijftiende eeuw tot nu
Vanaf de vijftiende eeuw, verloor het kasteel zijn defensieve rol vanwege de vooruitgang in de artillerie. In verschillende decreten, van 27 augustus 1908 en uit 1910, werd het kasteel geclassificeerd als nationaal monument van Portugal. Vanaf 1937 werd het kasteel gerenoveerd. Vandaag de dag bevindt het zich in een goede conditie en is het open voor publiek. Hoewel het kasteel zelf niet op de werelderfgoedlijst staat, maakt het wel onderdeel uit van het historische centrum van Guimarães, wat door de UNESCO als werelderfgoed wordt beschouwd. Het is daarnaast een van de zeven wonderen van Portugal.